# 斎藤篤美
斎藤 篤美（さいとう あつよし、1937年3月9日 - 2012年6月4日）は、日本の牧師。

## 経歴
- 1937年3月9日 東京市麻布区（現在の東京都港区麻布）に生まれる。
- 1950年 中学生の時から日本同盟基督教団霞町教会（現・麻布霞町教会）に通い始める。
- 1952年 高校1年のクリスマスに受洗。
- 1956年 中央大学法学部入学。
- 1959年 中央大学卒業と同時に聖書神学舎に入学し、3年生の時に衣笠中央教会（現・衣笠中央キリスト教会）へ奉仕神学生として派遣。
- 1962年3月 卒業と同時に衣笠中央教会に赴任。
- 1963年4月から、1973年4月まで共立基督教研究所の事務長を勤める。
- 1964年 東京都立大学 (1949-2011)大学院に進学。修士論文は「救貧法と国家」。
- 1972年4月 札幌市の北栄教会の要請を受けて赴任。
- 1975年 衣笠中央教会に戻り、2008年まで主任牧師として奉職。
- 2012年6月4日午前3時57分 脳内出血のため横須賀共済病院に於いて75歳で死去。

日本同盟基督教団の副理事長、理事長。
横浜女学院、共立女子聖書学院、聖書神学舎、東京キリスト教学園・東京基督教大学、共立基督教研究所、活水の群神学校（活水聖書学院）、北海道聖書学院の各学校で教鞭をとる。
キリスト者学生会理事長、小さないのちを守る会運営委員長、聖書と精神医療研究会理事長、釜ケ崎伝道支援、田辺正隆伝道支援委員、衣笠病院評議員・倫理委員、汐入クリニック委員、YMCA運営委員、シンポジウム「地方伝道を考える」、自給自立伝道連絡協議会、内外盲人ミッション理事、日暮里ハーベスト教会指導牧師など。

## 著書
- 「使徒の働き」『新聖書注解』いのちのことば社、1973年
- 「日本の“習俗”とキリスト者」いのちのことば社、1989年